# Adlbauerandra
Adlbauerandra is een kevergeslacht uit de familie van de boktorren (Cerambycidae). De wetenschappelijke naam van het geslacht werd voor het eerst geldig gepubliceerd in 2012 door Bouyer, Drumont & Santos-Silva.

## Soorten
Adlbauerandra is monotypisch en omvat slechts de volgende soort:
- Adlbauerandra morettoi (Adlbauer, 2004)